# Tân Phúc, Lang Chánh
Tân Phúc là một xã thuộc huyện Lang Chánh, tỉnh Thanh Hóa, Việt Nam.

## Địa lý
Xã Tân Phúc nằm ở phía bắc của huyện Lang Chánh, dọc theo hai bờ Sông Âm.
- Phía đông giáp xã Đồng Lương, huyện Lang Chánh.
- Phía nam giáp thị trấn Lang Chánh, huyện Lang Chánh (xã Quang Hiến cũ).
- Phía tây giáp các xã Trí Nang và Tam Văn, huyện Lang Chánh.
- Phía bắc giáp các xã Văn Nho và Thiết Ống, huyện Bá Thước.

Theo kết quả Tổng điều tra dân số năm 1999, dân số xã Tân Phúc là 5.591 người.
Đến tháng 8 năm 2009, dân số của xã Tân Phúc là 5.382 người. Thành phần dân tộc gồm: người Thái chiếm 48,63%, người Mường chiếm 48,21%, người Kinh chiếm 3,03% và các dân tộc khác chiếm 0,13%.

## Hành chính
Xã Tân Phúc được chia thành 09 thôn (trong dấu ngoặc đơn là tên gọi cũ): Tân Sơn (bản Trướm), Chạc Rạnh (Tân Cương - bản Rạnh, Tân Biên - bản Chạc), Sơn Thuỷ (bản Cho Lo), Tân Tiến (bản Mô và bản Mỏ), Tân Phong (bản Mống), Tân Thành (bản Mòng), Tân Thuỷ (bản Bượn), Tân Lập (bản Đáy), Tân Bình (bản Chục Ác).

## Lịch sử
Vùng đất thuộc xã Tân Phúc ngày nay, thời Nguyễn thuộc đất mường Chếnh, tổng Tùy Chính, châu Lương Chính . Đến trước Cách mạng tháng Tám (1945), thuộc địa bàn hai xã Tân Lập và Hợp Phúc.
Năm 1948, hai xã Tân Lập và Hợp Phúc sáp nhập thành Tân Phúc, tên gọi Tân Phúc chính thức có từ đây.